# Leye Adenle
Pour les articles homonymes, voir Adenle.
Leye Adenle, né en 1975 au Nigéria, est un écrivain nigérian auteur de romans policiers.

## Biographie
Leye Adenle est issu d'une famille d'écrivains. Sa famille le considère comme la réincarnation de son grand-père, Oba Adeleye Adenle I, dernier roi des Oshogbos (Sud-ouest du Nigeria). Titulaire d’un diplôme en économie de l’université d’Ibadan (Nigeria) et d’un master en technologies de l’information de l’université East London, il vit et travaille à Londres.
En 2016 il publie son premier roman, Easy Motion Tourist, édité en France sous le titre Lagos lady par les éditions Métailié. L'auteur livre dans ce portrait bouillonnant de la ville de Lagos, un polar politique, social et féministe qui plonge au cœur de la métropole nigériane,.
En 2020, paraît Feu pour feu (Métailié), une suite à Lagos lady.

## Œuvre
1. Lagos lady, Paris, Métailié, 2016, (en Easy Motion Tourist, 2016), trad. David Fauquemberg ; réédition, Paris, Points, 2017  (ISBN 979-10-226-0453-6)
2. Feu pour feu, Paris, Métailié, 2020, (en When Trouble Sleeps, 2018), trad. David Fauquemberg  (ISBN 979-10-226-1030-8)